# Retrofuturisme
Retrofuturisme is een stroming of beweging in de kunst die de invloed toont van afbeeldingen en voorstellingen van de toekomst die in een vroeger tijdperk zijn geproduceerd.
Zoals futurisme soms een 'wetenschap' wordt genoemd die erop is gericht te anticiperen op de toekomst, zo put retrofuturisme uit voorstellingen omtrent de toekomst zoals die in het verleden ingang vonden. Dit manifesteert zich onder meer in de mode, architectuur, ontwerp, muziek, literatuur, film en computerspellen.
Afbeeldingen die in het verleden zijn gemaakt en gepubliceerd in science-fiction en in inmiddels achterhaalde speculaties over de toekomst kunnen een eigen, meer tijdloze charme hebben gekregen, zoals de tekeningen van Willy Ley in de boeken van Wernher von Braun voor het begin van de ruimtevaart (bijvoorbeeld The Conquest of Space uit 1949 en The Conquest of the Moon uit 1953) en decors en scenes uit de film Metropolis van Fritz Lang waaraan ook gerefereerd wordt in het gelijknamige nummer van Kraftwerk op het album The Man-Machine uit 1978..

## Etymologie
Hoewel er soms verwezen wordt naar een boek uit 1967 getiteld "Retro-Futurism" van T. R. Hinchliffe als de grondlegger van de term, duikt de term pas voor het eerst op in de jaren tachtig van de 20e eeuw. Volgens het Oxford English Dictionary verscheen de term in 1983 in een advertentie van het warenhuis Bloomingdale's in de Amerikaanse krant The New York Times. De betreffende advertentie rept over sieraden met een "retrofuturistische look". De term dook vervolgens opnieuw op in een recensie uit 1984 van de film  Brazil in The New Yorker. Daarin zou volgens een recensent Terry Gilliam een "retrofuturistische fantasie" presenteren.
Verscheidene websites refereerden naar een verondersteld boek dat in 1967 door Pelican Books uitgegeven is genaamd Retro-Futurism door T.R. Hinchliffe als de oorsprong van de term, maar dit is nooit geverifieerd. Er bestaan geen gegevens over dit boek of deze auteur.